# Carlos III de Elbeuf
Carlos III de Guise-Lorena (Paris, 1620 — Paris, 4 de Maio de 1692) foi um nobre francês e Duque de Elbeuf. Era filho de Carlos II de Elbeuf e Catarina Henriqueta de Bourbon, filha bastarda de Henrique IV de França e de sua amante Gabrielle d'Estrées.

## Casamentos e descendência
Carlos de Guise-Lorena casou-se três vezes:
- 7 de Março de 1648 com Ana Isabel de Lannoy. Tiveram dois filhos:
  - Ana Isabel (6 de Agosto de 1649 – 5 de Agosto de 1714), conhecida como Mademoiselle d'Elbeuf, casou-se com Carlos Henrique de Lorena, Príncipe de Commercy, filho legitimado de Carlos IV, Duque de Lorena, com descendência;
  - Carlos de Lorena, Cavaleiro de Elbeuf[2]  (2 de Novembro de 1650 – 1690), nunca se casou.

- 20 de Maio de 1656 com Isabel de La Tour de Auvérnia (filha do Duque de Bulhão e irmã de Godofredo Maurício de La Tour de Auvérnia). Tiveram seis filhos:
  - Henrique Frederico de Lorena, Conde de Islebonne[2] (26 de Janeiro de 1657 – 21 de Outubro de 1666, morreu na infância;
  - Maria Leonor de Lorena (24 de Fevereiro de 1658 – Março de 1731), Abadessa de Saint–Jacques;[3][4]
  - Maria Francisca de Lorena (nascida a 5 de Maio de 1659), Abadessa Saint Germaine;
  - Henrique de Lorena, Duque de Elbeuf (7 de Agosto de 1661 – 17 de Maio de 1748) casou-se com Carlota de Rochechouart de Mortemart, filha de Louis Victor de Rochechouart de Mortemart, e sobrinha de Madame de Montespan, com descendência;
  - Luís de Lorena, abade de Orcamp (18 de Setembro de 1662 – 4 de Fevereiro de 1693), com descendência ilegítima;
  - Eugénio Maurício de Lorena, Duque de Elbeuf (30 de Dezembro de 1677 – 17 de Julho de 1763), casou-se duas vezes, mas faleceu sem descendência; em sua morte, o Ducado de Elbeuf foi para Carlos Eugénio de Lorena, Príncipe de Lambesc.

- 25 de Agosto de 1684 com Francisca de Montault de Navailles. Tiveram duas filhas:
  - Susana Henriqueta de Lorena (1 de Fevereiro de 1686 – 19 de Outubro de 1710, casou-se com Fernando Carlos, Duque de Mântua e de Monferrato, sem descendência;
  - Luísa Ana de Lorena, Princesa de Navailles[2] (10 de Julho de 1689 – 1762) nunca se casou.

Carlos também teve três filhos ilegítimos, incluindo Carlos, Bastardo de Lorena (1645–1708), sem posterioridade.